# Carmenta prosopis
Carmenta prosopis là một loài bướm đêm thuộc họ Sesiidae. Nó được miêu tả bởi H. Edwards năm 1882, và được tìm thấy ở miền bắc México, và tây nam Hoa Kỳ.
Ấu trùng ăn mesquites.